# Tabletkarka

Proces formowania tabletek w tabletkarce rotacyjnej

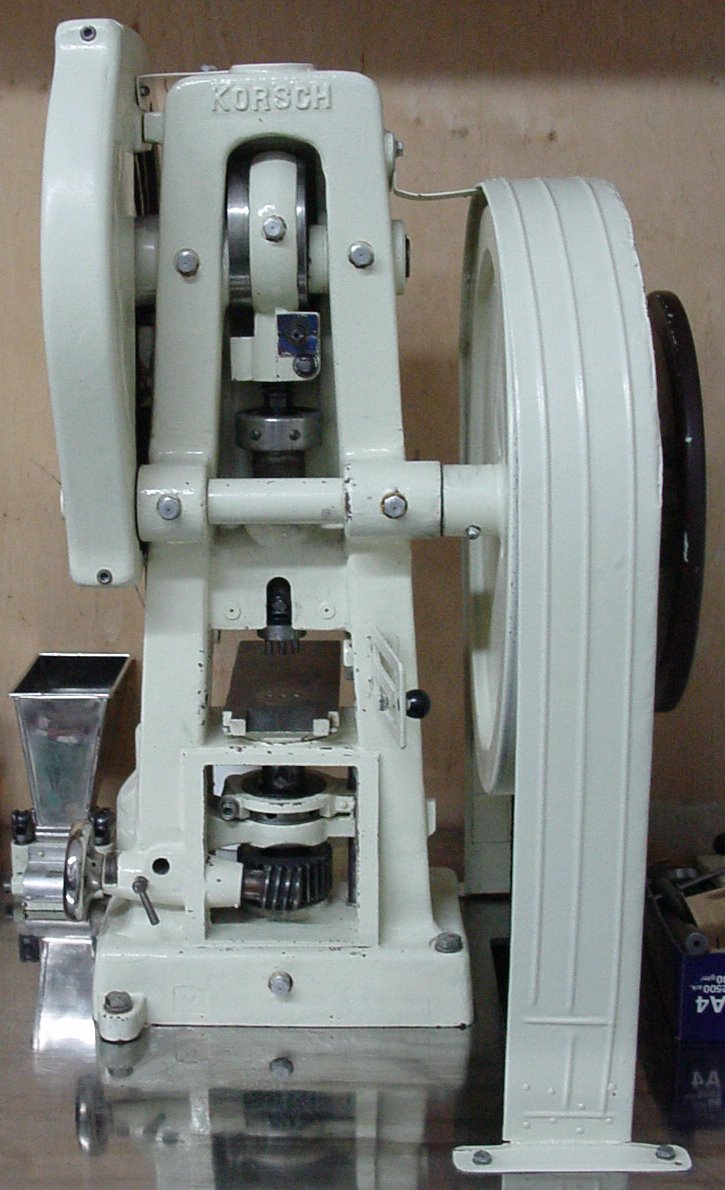
Tabletkarka mimośrodowa

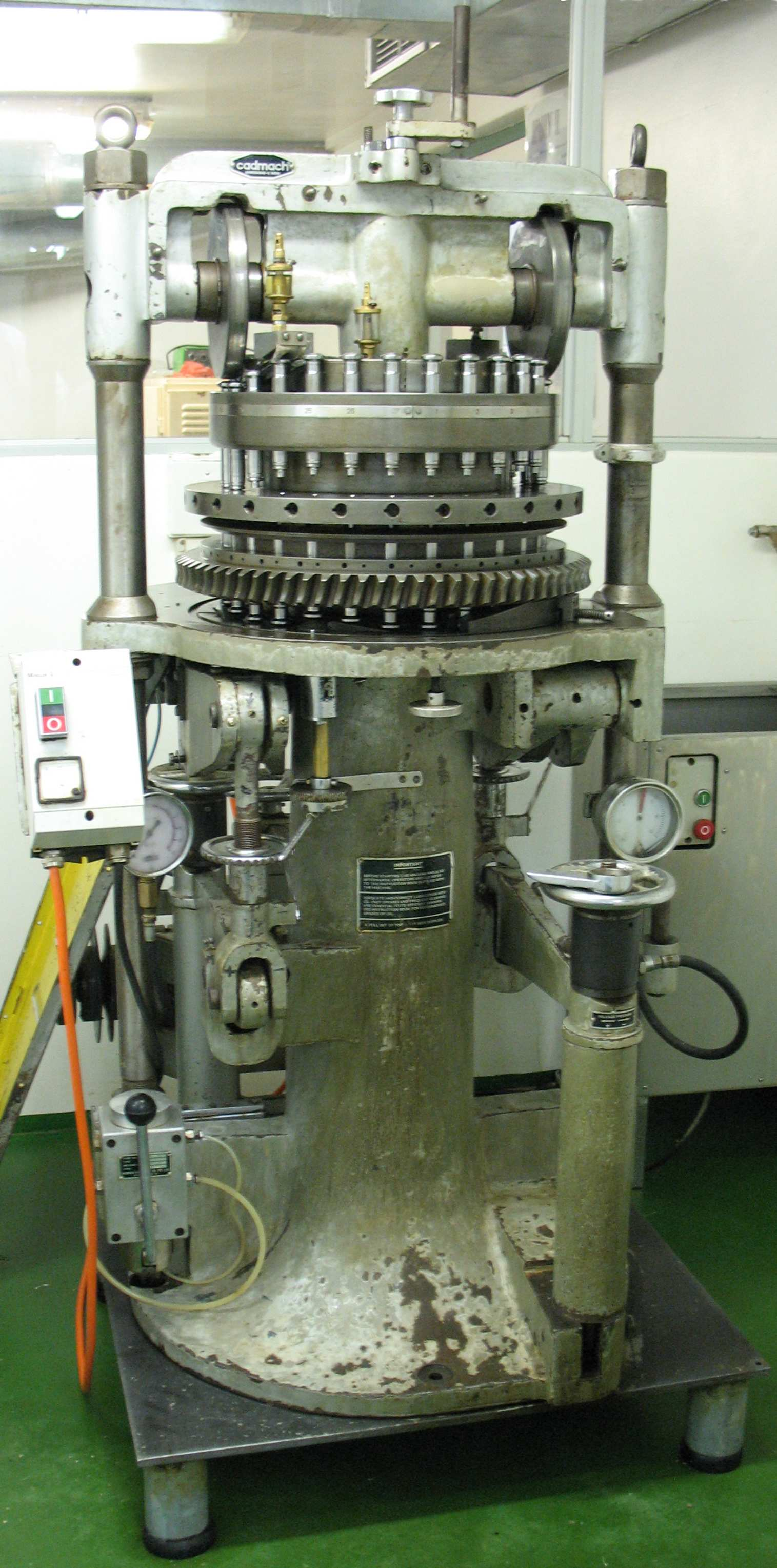
Tabletkarka rotacyjna

Tabletkarka – urządzenie służące do formowania tabletek poprzez ich sprasowanie z surowców sypkich, pylistych i granulatów. Ma zastosowanie w przemyśle farmaceutycznym, chemicznym i spożywczym. Wyróżnia się dwa zasadnicze typy tabletkarek: mimośrodową i rotacyjną. Różnią się one mechanizmem zapewniającym ściskanie masy tabletkowej z odpowiednią siłą. 
Produkcja tabletek polega na mechanicznym zgniataniu (prasowaniu) granulatu lub masy tabletkowej, złożonej z substancji czynnej zmieszanej z odpowiednimi substancjami pomocniczymi. Prasowania dokonuje się w odpowiedniej matrycy nadającej tabletkom kształt. W procesie tym można wyróżnić trzy etapy: napełnianie matrycy masą tabletkową, prasowanie oraz wypychanie tabletki z otworu matrycy.
Zasadniczymi elementami tabletkarki są:
- matryca, nadająca tabletce kształt i wielkość
- stempel, dociskający proszek w matrycy. Na stemplu mogą być wyryte wzory i napisy, które są wytłaczane na powierzchni tabletki.
- lej, dozujący odpowiednią ilość masy tabletkowej lub granulatu
- mechanizm zapewniający odpowiednią siłę nacisku. Ze względu na jego konstrukcję wyróżnia się tabletkarki mimośrodowe i rotacyjne.

Tabletkarki mimośrodowe posiadają ruchomy lej nasypowy i nieruchoma matrycę. W tabletkarkach rotacyjnych jest odwrotnie. Prasowanie odbywa się w nich przez stopniowe zwiększanie nacisku zarówno stempla dolnego, jak i górnego (w tabletkarkach mimośrodowych najczęściej ruchomy jest tylko stempel górny). Różnice te mają wpływ na jakość produkowanych tabletek. Dzięki wydłużeniu czasu prasowania w tabletkarkach mimośrodowych (w porównaniu do rotacyjnych) z masy tabletkowej może się łatwiej wydostawać zaadsorbowane powietrze, więc tabletki są mniej kruche. Ponadto tabletkarki rotacyjne są dużo bardziej wydajne. Zalety te sprawiają, że tabletkarki tego typu są najczęściej używane w przemysłowej produkcji tabletek.